# Liste des monuments classés de Woluwe-Saint-Lambert
Cet article recense le patrimoine immobilier et naturel protégé à Woluwe-Saint-Lambert. Le patrimoine immobilier et naturel protégé fait partie du patrimoine culturel en Belgique.
|    | Le bien                                                                     | Date de clas.              | Année     | Architecte           | Style                                        | Adresse                                                                                                | Coordonnées                 | ID                      | Photo |
| -- | --------------------------------------------------------------------------- | -------------------------- | --------- | -------------------- | -------------------------------------------- | --- | --------------------------- | ----------------------- | ----- |
| 1  | Ancienne demeure seigneuriale Het Slot                                      | 26 mai 1975                | 1500      |                      | Renaissance                                  | |                             | 2278-0006/0             |       |
| 2  | Ancienne ferme Hof ten Berg                                                 | 17 avril 1997              | 1750      |                      | Architecture rurale                          | Hof Ten Berg 20 - 22, Clos Theodore de Cuyper-                                                         |                             | 2278-0015/0             |       |
| 3  | Ancienne ferme Hof ter Cauwerschueren                                       | 3 mars 2005                | 1350      |                      | Architecture rurale                          | Chaussee de Roodebeek 155                                                                              | 50° 50′ 55″ N, 4° 25′ 49″ E | 2278-0049/0             |       |
| 4  | Ancienne maison communale Woluwe-Saint-Lambert                              | 13 avril 1995              | 1802      |                      | Néoclassique                                 | Rue Madyol 5 , Rue de L'eglise Saint-lambert                                                           | 50° 50′ 28″ N, 4° 26′ 01″ E | 2278-0031/0             |       |
| 5  | Ancienne propriété Lindthout                                                | 4 septembre 2002           | 1876      |                      | Néo-Renaissance flamande                     | Avenue des Deux Tilleuls 2 , Boulevard Brand                                                           | 50° 50′ 24″ N, 4° 24′ 17″ E | 2278-0044/0             |       |
| 6  | Chapelle de Marie de Woluwe (Marie-la-Misérable)                            | 2 décembre 1959            |           |                      | Gothique                                     | Avenue de la Chapelle 37                                                                               | 50° 50′ 47″ N, 4° 26′ 33″ E | 2278-0004/0             |       |
| 7  | École Vervloesem                                                            | 10 octobre 1996            | 1910      |                      | Eclectisme                                   | Rue Vervloesem 36                                                                                      | 50° 50′ 34″ N, 4° 25′ 57″ E | 2278-0023/0             |       |
| 8  | Église de la Sainte-Famille                                                 | 2 juillet 1992             |           |                      | Eglise                                       | Place de la Sainte-famille                                                                             | 50° 51′ 01″ N, 4° 25′ 37″ E | 2278-0016/0             |       |
| 9  | Église Saint-Henri                                                          | 4 mars 2004 2 juillet 1998 | 1908-1911 | Julien Walckiers     | Néogothique                                  | Parvis Saint-henri                                                                                     | 50° 50′ 30″ N, 4° 24′ 33″ E | 2278-0041/1 2278-0041/0 |       |
| 10 | Église Saint-Lambert, l'ancien cimetière, les murs de clôture et les abords | 27 avril 1942              |           |                      | Abords verdurisés d'une église               | Place du Sacré-Cœur                                                                                    | 50° 50′ 28″ N, 4° 25′ 55″ E | 2278-0002/0             |       |
| 11 | Église Saint-Lambert                                                        | 27 avril 1942              |           | Chrétien Veraart     | Non défini                                   | Place du Sacré-Cœur                                                                                    | 50° 50′ 28″ N, 4° 25′ 55″ E | 2278-0001/0             |       |
| 12 | Ensemble de la Place du Sacré-Cœur                                          | 7 décembre 1984            |           |                      | Renaissance                                  | Place du Sacré-Cœur, Rue Voot, Rue de L'eglise Saint-lambert, Rue Madyol, Rue de L'eglise Saintlambert | 50° 50′ 28″ N, 4° 25′ 55″ E | 2278-0008/0             |       |
| 13 | Ensemble de maisons Art nouveau dont la Maison Frankinet (au no 21)         | 2 avril 1999               |           |                      | Art Nouveau                                  | Avenue des Rogations 15 - 21                                                                           | 50° 50′ 31″ N, 4° 24′ 05″ E | 2278-0045/0             |       |
| 14 | Ensemble formé par la propriété Voot.                                       | 24 janvier 1984            | 1837      |                      | Néo-classicisme                              | Rue Voot 67 , Place Saint-lambert0                                                                     | 50° 50′ 30″ N, 4° 26′ 04″ E | 2278-0007/0             |       |
| 15 | Erable sycomore                                                             | 24 mai 2012                |           |                      | Arbre remarquable                            | Avenue Albertyn                                                                                        | 50° 50′ 37″ N, 4° 24′ 30″ E | 2278-0065/0             |       |
| 16 | Hetre pleureur et hetre pourpre                                             | 24 avril 2014              |           |                      | Arbre remarquable                            | Avenue Marie-jose 127                                                                                  | 50° 50′ 40″ N, 4° 24′ 31″ E | 2278-0066/0             |       |
| 17 | Hof ter Musschen ou Ferme des Moineaux                                      | 8 août 1988                | 1741      |                      | Architecture rurale                          | Avenue Emmanuel Mounier 2                                                                              | 50° 51′ 14″ N, 4° 26′ 49″ E | 2278-0009/0             |       |
| 18 | Hof ter Musschen - zone marécageuse                                         | 9 juin 1994                |           |                      | Abords verdurisés d'une ferme ou d'un moulin | Boulevard de la Woluwe                                                                                 | 50° 51′ 04″ N, 4° 26′ 34″ E | 2278-0019/0             |       |
| 19 | Immeuble avec peintures publicitaires murales Sano & L'Alsacienne           | 1er avril 2004             |           |                      | Enseigne publicitaire                        | Avenue Georges Henri 350 - 352, Avenue Prekelinden 103                                                 | 50° 50′ 29″ N, 4° 24′ 09″ E | 2278-0052/0             |       |
| 20 | Institut royal des aveugles, sourds et muets                                | 11 juin 1998               | 1878      | H. Jaumot            | Néo-gothique                                 | Avenue Georges Henri 278 - 284                                                                         | 50° 50′ 38″ N, 4° 24′ 42″ E | 2278-0040/0             |       |
| 21 | La Chapelle de Marie-la-Misérable et le jardin qui l'entoure                | 2 décembre 1959            |           |                      | Gothique                                     | Avenue de la Chapelle 37 , Avenue Emile Vandervelde                                                    | 50° 50′ 47″ N, 4° 26′ 33″ E | 2278-0005/0             |       |
| 22 | La Maison de la Médecine (La Mémé)                                          | 22 octobre 2020            | 1982      | Lucien Kroll         | Contemporain                                 | Rue Martin V 0                                                                                         | 50° 51′ 01″ N, 4° 27′ 12″ E | 2278-0064/0             |       |
| 23 | Maison Art déco                                                             | 22 septembre 2016          | 1905      | Antoine Pompe        | Art déco                                     | Rue Albert et Marie-Louise Servais-Kinet 13                                                            | 50° 50′ 42″ N, 4° 24′ 52″ E | 2278-0067/0             |       |
| 24 | Maison Art nouveau                                                          | 1er octobre 1998           |           | Paul Vizzavona       | Art Nouveau                                  | Rue Vergote 36                                                                                         | 50° 50′ 40″ N, 4° 24′ 07″ E | 2278-0018/0             |       |
| 25 | Maison communale de Woluwe-Saint-Lambert                                    | 13 avril 1995              | 1938      | Joseph Diongre       | Modernisme                                   | Avenue Paul Hymans 2                                                                                   | 50° 50′ 38″ N, 4° 25′ 34″ E | 2278-0032/0             |       |
| 26 | Maison Devos - Musée communal                                               | 1er avril 2010             | 1893-1912 |                      | Pittoresque                                  | Rue de la Charrette 38 - 40                                                                            | 50° 51′ 01″ N, 4° 25′ 20″ E | 2278-0043/1             |       |
| 27 | Maison personnelle et atelier du sculpteur Oscar Jespers                    | 16 mars 1995               | 1928      | Victor Bourgeois     | Modernisme                                   | Avenue du Prince Heritier 149                                                                          | 50° 50′ 45″ N, 4° 24′ 32″ E | 2278-0020/0             |       |
| 28 | Massif boisé du Château Malou                                               | 7 octobre 1993             |           |                      | Parc                                         | Boulevard de la Woluwe0 , Rue Voot, Chaussee de Stockel, Avenue du Stade                               |                             | 2278-0017/0             |       |
| 29 | Moulin brûlé                                                                | 9 avril 1943               |           |                      | Moulin à vent                                | Avenue Emmanuel Mounier, Rue Klakkedelle                                                               | 50° 51′ 01″ N, 4° 27′ 28″ E | 2278-0003/0             |       |
| 30 | Moulin de Lindekemale et terrains environnants                              | 30 mars 1989               |           |                      | Architecture rurale                          | Avenue Jean-francois Debecker 6 - 48, Boulevard de la Woluwe, Chemin du Struykbeken, Avenue du Stade   | 50° 51′ 11″ N, 4° 26′ 49″ E | 2278-0010/0             |       |
| 31 | Noyer (Juglans regia)                                                       | 3 septembre 2009           |           |                      | Arbre remarquable                            | Avenue Louis Gribaumont 91                                                                             | 50° 50′ 21″ N, 4° 25′ 01″ E | 2278-0060/0             |       |
| 32 | Parc de Roodebeek                                                           | 12 février 1998            |           |                      | Parc                                         | Chaussee de Roodebeek, Rue de la Charrette, Rue des Bluets                                             | 50° 50′ 54″ N, 4° 25′ 41″ E | 2278-0028/0             |       |
| 33 | Parc des Sources                                                            | 28 avril 1994              |           |                      | Parc                                         | Boulevard de la Woluwe00 , Rue Fabry, Rue de la Station de Woluwe                                      |                             | 2278-0047/0             |       |
| 34 | Pin Sylvestre (Pinus sylvestris)                                            | 22 décembre 2005           |           |                      | Arbre remarquable                            | Avenue du Bois de Sapins 56                                                                            | 50° 50′ 40″ N, 4° 26′ 34″ E | 2278-0051/0             |       |
| 35 | Site du chemin du Vellemolen                                                | 12 février 1998            |           |                      | Site semi-naturel                            | Chemin du Vellemolen, Boulevard de la Woluwe, Avenue Emile Vandervelde, Avenue Chapelle-auxchamps      | 50° 50′ 47″ N, 4° 26′ 24″ E | 2278-0026/0             |       |
| 36 | Site "Hof ten Berg"                                                         |                            |           |                      | Site marécageux                              | Clos Theodore de Cuyper, Hof Ten Berg                                                                  | 50° 51′ 21″ N, 4° 26′ 31″ E | 2278-0057/0             |       |
| 37 | 't Hof van Brussel                                                          | 28 avril 1994              |           |                      | Immeuble et abords                           | Place du Sacré-Cœur 10 , Rue Sombre, Rue des Bannieres, Rue Vandenhoven, Dreve Grange Aux Dimes        | 50° 50′ 28″ N, 4° 25′ 59″ E | 2278-0011/0             |       |
| 38 | Trois immeubles à façade commune et hêtre pourpre dans le jardin du n° 165  | 22 avril 1999              | 1900      |                      | Eclectisme classicisant                      | Boulevard Brand Whitlock 163 - 167                                                                     | 50° 50′ 39″ N, 4° 24′ 19″ E | 2278-0039/0             |       |
| 39 | Villa du peintre Montald                                                    | 6 novembre 1997            | 1909      | Henri Van Massenhove | Cottage                                      | Chaussee de Roodebeek 272                                                                              | 50° 50′ 54″ N, 4° 25′ 41″ E | 2278-0038/0             |       |